# Juncus socotranus
Juncus socotranus là một loài thực vật có hoa trong họ Juncaceae. Loài này được (Buchenau) Snogerup mô tả khoa học đầu tiên năm 1993.